# Kościół artykularny w Svätym Krížu

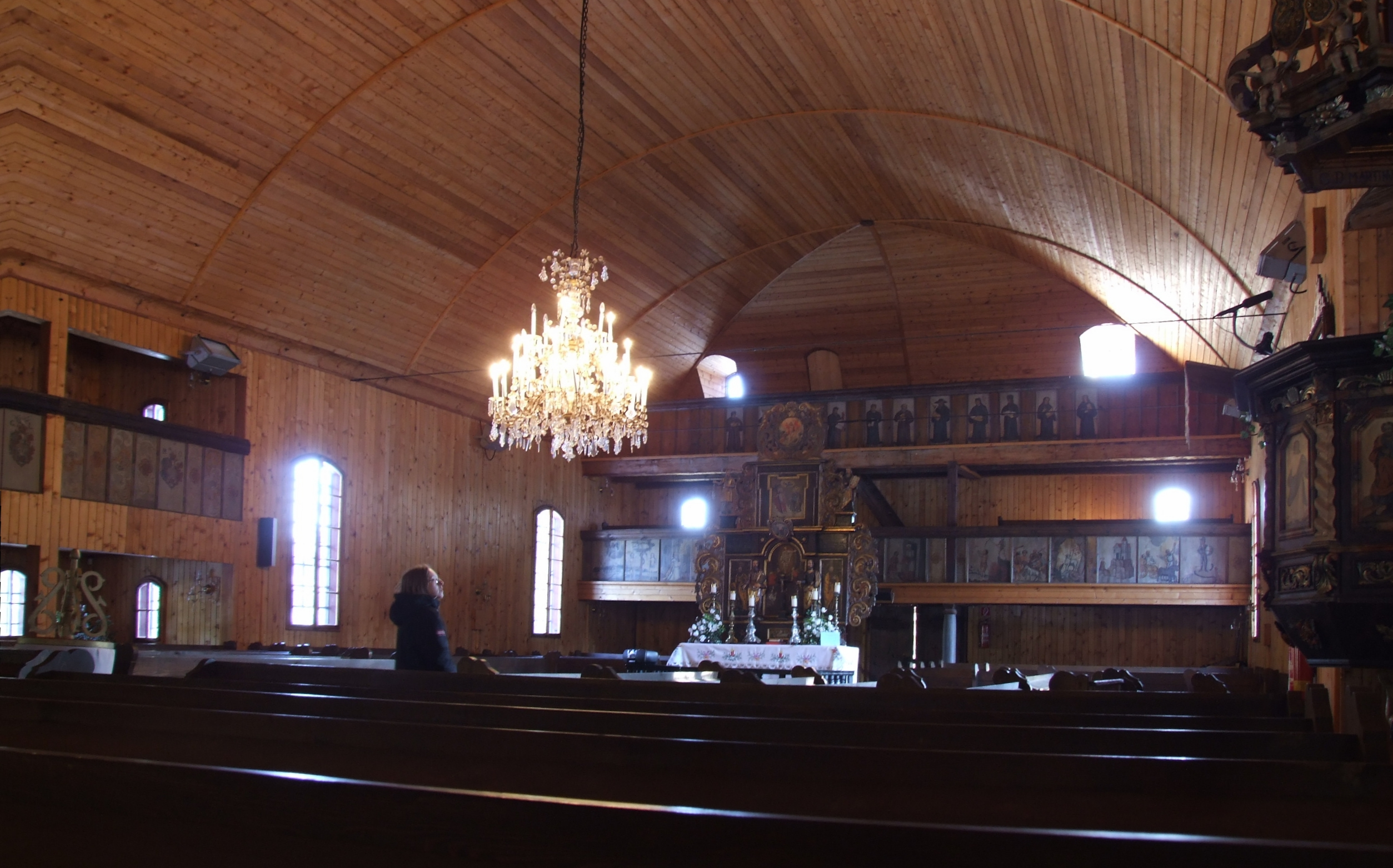
Wnętrze kościoła

Kościół artykularny w Svätym Krížu – drewniana świątynia ewangelicka, znajdująca się w miejscowości Svätý Kríž, na Słowacji, w rejonie historycznym Liptów. Jest to jeden z największych tego typu kościołów w Europie.

## Historia
Pierwszy drewniany kościół artykularny stanął w nieistniejącej obecnie wiosce Paludza w 1693. Nie wiadomo jak wyglądał, ale w 1774 znacząco go przebudowano i taki jest do dziś. Autorem przebudowy był mistrz ciesielski Joseph Lang, który mimo braku umiejętności pisania i czytania, poradził sobie z tym zadaniem w ciągu ośmiu miesięcy. W 1781 przed kościołem dobudowano częściowo murowaną dzwonnicę (był to okres nieco większej tolerancji religijnej w państwie Habsburgów). Stare dzwony zostały zarekwirowane na cele wojenne podczas I wojny światowej – dzisiejsze odlano w latach 1921–1922. Nazwano je Wiara, Nadzieja i Miłość.
We wnętrzu na planie krzyża, mogącym pomieścić cztery tysiące wiernych, najcenniejszym obiektem jest barokowy ołtarz główny, pochodzący jeszcze ze starej świątyni. Ołtarz oraz kazalnica pochodząca z tego samego okresu są dziełem Jana Lercha z Kieżmarku. Organy powstały w 1754 – zostały wykonane w pracowni Martina Podkonickiego, zrekonstruowano je w latach 80. XX wieku. Dwupiętrowa empora dla wiernych zdobiona jest ornamentami, wizerunkami świętych i motywami biblijnymi. Na południowej ścianie znajdują się obrazy przedstawiające Marcina Lutra oraz Filipa Melanchtona. Innym zabytkowym obiektem jest tablica rodzinna dawnych patronów kościoła, rodziny Pláttych.
W 1963 kościół ogłoszono pamiątką kultury, a w 1995 narodową pamiątką kultury. W latach 1974–1982 nastąpiła spektakularna akcja przeniesienia kościoła na dzisiejsze miejsce, ponieważ wioska Paludza miała zostać zalana wodami zalewu Liptovská Mara (choć samo miejsce, gdzie stał kościół zalane nie zostało). Świątynię rozebrano i zrekonstruowano w nowym miejscu (w dawnym ustawiono pamiątkową tablicę). 
W dawnym kościele istniały jeszcze podziemia, gdzie znajdowało się pięć grobowców – pochowano w nich ludzi zasłużonych dla miejscowej wspólnoty religijnej.
Dzisiaj kościół należy do parafii ewangelickiej Svätý Kríž-Lazisko.